# Ezkio-Itsaso
Ezkio-Itsaso – gmina w Hiszpanii, w prowincji Guipúzcoa, w Kraju Basków, o powierzchni 21,22 km². W 2011 roku gmina liczyła 625 mieszkańców.